# Воробьёв, Михаил Сергеевич (актёр)
Михаи́л Серге́евич Воробьёв (1908, Епифанский уезд, Тульская губерния — 1970) — советский актёр театра и кино. Наиболее известен ролью Бориса Ильича Березина в фильме «Поезд идёт на восток», также снимался в кинодилогии про Ивана Бровкина.

## Биография
Родился в деревне Львовка Епифанского уезда Тульской губернии, начал трудиться по найму с 12 лет. В 1924—1928 годах работал в качестве ученика в Центросоюзе в Москве, с 1929 года — заведующий секретариатом Комитета по делам торговли СССР. Параллельно занимался в театральной студии.
В 1930 году начал актёрскую карьеру поступив в Сахалинский областной драматический театр. В 1932 году перешёл в Государственный новый театр в Москве, созданный на основе студии Ф. Н. Каверина (с 1936 года — Московский драмтеатр под руководством Ф. Н. Каверина), где с перерывами играл до 1943 года. С 1934 по 1936 год был актёром и художественным руководителем Хабаровского театра музыкальной комедии. Находясь на службе в Красной армии в звании «рядовой», участвовал в походе по присоединению Западной Белоруссии к СССР. По возвращении из армии начал сниматься в кино.
В 1943—1945 годах — актёр и директор фронтового театра под руководством И. М. Раевского.
С 1945 по 1948 год служил в Государственном театре киноактёра
М. С. Воробьёв был женат с 1934 года, воспитывал сына и дочь.
Скончался в 1970 году. Похоронен на Ваганьковском кладбище.

## Театральные работы
Московский драмтеатр под руководством Ф. Н. Каверина
- «Без вины виноватые» А. Островского — Шмага
- «Генерал Брусилов» И. Сельвинского — Ковалёв
- «Женитьба» Н. Гоголя — Подколесин
- «На дне» М. Горького — Лука
- «Не было ни гроша, да вдруг алтын» А. Островского — Елеся
- «Ночь ошибок» О. Голдсмита — Тони Лумкинс
- «Русские люди» К. Симонова — Сафонов

Государственный театр киноактёра
- «Бранденбургские ворота» М. Светлова — Иванов, связист
- «Дети Ванюшина» С. Найдёнова — Красавин
- «За тех, кто в море» Б. Лавренёва — Бойко

## Фильмография
| Год  |   | Название                     | Роль                              |
| ---- | - | ---------------------------- | --------------------------------- |
| 1939 | ф | Советские патриоты           | боец Гаркуша                      |
| 1941 | ф | Парень из тайги              | Соломатин                         |
| 1941 | ф | Первая конная                | Егорочкин, вестовой Ворошилова    |
| 1942 | ф | Железный ангел               | командир эскадры                  |
| 1944 | ф | Большая земля                | лейтенант                         |
| 1947 | ф | Поезд идёт на восток         | Борис Ильич Березин               |
| 1947 | ф | Сказание о земле Сибирской   | посетитель чайной, (нет в титрах) |
| 1948 | ф | Рядовой Александр Матросов   | связист                           |
| 1949 | ф | Сельская учительница         | солдат                            |
| 1949 | ф | Повесть о настоящем человеке | бортмеханик                       |
| 1949 | ф | Встреча на Эльбе             | эпизод                            |
| 1948 | ф | Путь славы                   | извозчик (нет в титрах)           |
| 1951 | ф | Сталинградская битва         | деятель партии                    |
| 1954 | ф | Счастливый рейс              | шофёр Воробьёв                    |
| 1955 | ф | Солдат Иван Бровкин          | старик, сосед Коротеевых          |
| 1955 | ф | Спортивная честь             | рабочий                           |
| 1955 | ф | Море студёное                | дьяк                              |
| 1955 | ф | За витриной универмага       | милиционер                        |
| 1957 | ф | Земля и люди                 | колхозник                         |
| 1957 | ф | Высота                       | Михаил Сергеевич, монтажник       |
| 1958 | ф | Иван Бровкин на целине       | старик, сосед Коротеевых          |
| 1960 | ф | Воскресение, 2-я серия       | Сидоров, тюремный надзиратель     |
| 1960 | ф | Тугой узел                   | колхозник                         |
| 1960 | ф | Первое свидание              | мужчина на вокзале                |
| 1961 | ф | Мичман Панин                 | подпольщик                        |
| 1962 | ф | Цепная реакция               | карманный вор                     |
| 1964 | ф | Живые и мёртвые              | Ефремов                           |
| 1965 | ф | Война и мир                  | русский солдат                    |
| 1968 | ф | Ташкент - город хлебный      | начальник почтового вагона        |
| 1970 | ф | Я — 11-17                    | эпизод                            |

## Награды
- Знак «Отличник РККА» (1940) — за участие в походе по присоединению к СССР Западной Белоруссии[1]
- Орден Отечественной войны II степени (10 сентября 1945)[4]
- Медаль «За победу над Германией в Великой Отечественной войне 1941—1945 гг.»[1]

## Оценки
В кино Михаил Воробьёв снимался с 1939 года в ролях характерного и героического плана, создавая небольшие по объёму, но при этом яркие и запоминающиеся образы. На экране был органичен и естественен, наделяя своих героев хорошим добрым юмором.
— Алексей Тремасов, киновед

## Комментарии
1. ↑  За неоднократные дисциплинарные взыскания был уволен из Театра киноактёра в декабре 1948 года. 31 марта 1949 года в газете «Культура и жизнь» вышла статья «Беззастенчивые гастролёры», осуждавшая поведение выступавших с концертами актёров, в том числе и М. С. Воробъёва[1].